# Бешикташ (спортивное общество)
ГК «Бешикта́ш» (тур. Beşiktaş Jimnastik Kulübü) — турецкое спортивное общество. Базируется в Стамбуле в городском районе Бешикташ возле Босфора, около дворца Долмабахче. В спортивное объединение «Бешикташ» входят футбольный, волейбольный, баскетбольный, гандбольный и многие другие клубы. Ни один турецкий клуб, кроме «Бешикташа», не изображал на своей эмблеме флаг страны, поскольку «Бешикташ» — единственный клуб в истории турецкого футбола, выступавший в статусе национальной сборной. Связано это с тем, что после первой мировой войны спортивное общество «Бешикташ» осталось единственным сохранившимся в Турции и поэтому защищало на спортивных аренах различных соревнований честь всей Турции. А 16 мая 1952 года футбольная команда «Бешикташ» — единственная в истории Турции — принимала в качестве национальной команды сборную Греции. В связи с этим Турецкая футбольная федерация разрешила «Бешикташу» разместить на эмблеме общества изображение национального флага.